# Indianapolis 500 in 1947

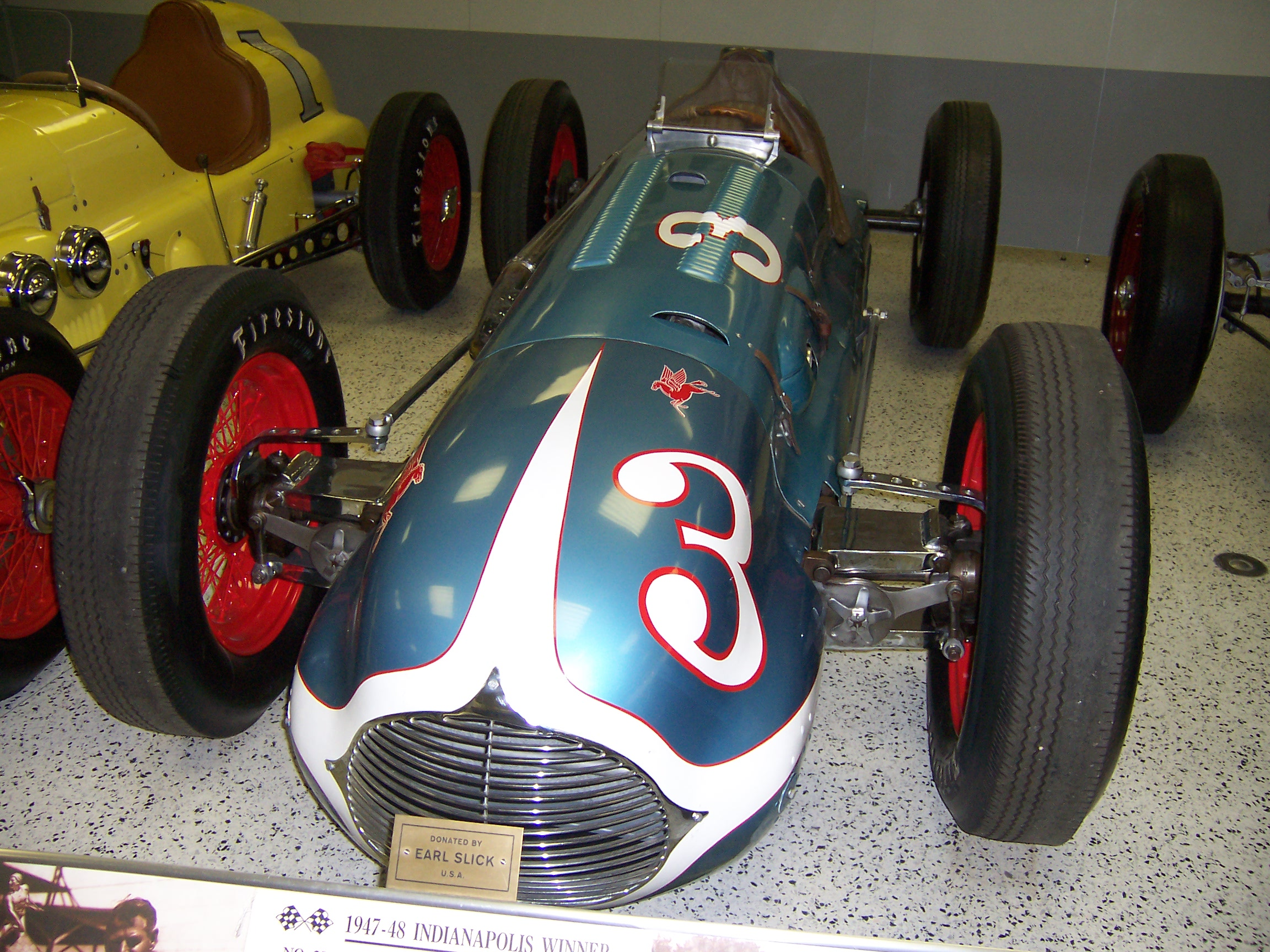
De auto waarmee Mauri Rose de Indy 500 van 1947 won

De 31e Indianapolis 500 werd gereden op vrijdag 30 mei 1947 op de Indianapolis Motor Speedway.  Amerikaans coureur Mauri Rose won de race voor de tweede keer in zijn carrière. Acht ronden voor het einde van de race liet Bill Holland, die aan de leiding reed, zijn teamgenoot voorbij rijden in de veronderstelling dat Rose een ronde achterstand had, wat niet zo was. Rose bleef de resterende ronden aan de leiding en won de race.

## Startgrid
| Rij | Binnen            | Midden          | Buiten            |
| --- | ----------------- | --------------- | ----------------- |
| 1   | Ted Horn          | Cliff Bergere   | Mauri Rose        |
| 2   | Herb Ardinger     | Shorty Cantlon  | Russ Snowberger   |
| 3   | Les Anderson      | Bill Holland    | Ken Fowler        |
| 4   | Jimmy Jackson     | Milt Fankhouser | Roland Free       |
| 5   | George Connor     | Walt Brown      | Frank Wearne      |
| 6   | Hal Robson        | Pete Romcevich  | Duke Nalon        |
| 7   | Al Miller         | Rex Mays        | Paul Russo        |
| 8   | Joie Chitwood     | Fred Agabashian | Charles van Acker |
| 9   | Tony Bettenhausen | Henry Banks     | Duke Dinsmore     |
| 10  | Cy Marshall       | Mel Hansen      | Emil Andres       |

## Race
| #                                  | Coureur           | Auto                  | Ronden | Opgave     |
| ---------------------------------- | ----------------- | --------------------- | ------ | ---------- |
| 1                                  | Mauri Rose        | Deidt-Offenhauser     | 200    |            |
| 2                                  | Bill Holland      | Deidt-Offenhauser     | 200    |            |
| 3                                  | Ted Horn          | Maserati              | 200    |            |
| 4                                  | Herb Ardinger     | Kurtis-Novi           | 200    |            |
| 5                                  | Jimmy Jackson     | Miller-Offenhauser    | 200    |            |
| 6                                  | Rex Mays          | Kurtis-Winfield       | 200    |            |
| 7                                  | Walt Brown        | Alfa Romeo            | 200    |            |
| 8                                  | Cy Marshall       | Alfa Romeo            | 197    |            |
| 9                                  | Fred Agabashian   | Kurtis-Duray          | 191    |            |
| 10                                 | Duke Dinsmore     | Wetteroth-Offenhauser | 167    |            |
| 11                                 | Les Anderson      | Maserati-Offenhauser  | 131    |            |
| 12                                 | Pete Romcevich    | Miller-Ford           | 168    | Mechanisch |
| 13                                 | Emil Andres       | Lencki                | 150    | Mechanisch |
| 14                                 | Frank Wearne      | Miller-Offenhauser    | 128    | Ongeval    |
| 15                                 | Ken Fowler        | Alfa Romeo            | 121    | Mechanisch |
| 16                                 | Duke Nalon        | Mercedes              | 119    | Mechanisch |
| 17                                 | Roland Free       | Wetteroth-Miller      | 87     | Ongeval    |
| 18                                 | Tony Bettenhausen | Stevens-Offenhauser   | 79     | Mechanisch |
| 19                                 | Russ Snowberger   | Maserati              | 74     | Mechanisch |
| 20                                 | Hal Robson        | Adams-Offenhauser     | 67     | Mechanisch |
| 21                                 | Cliff Bergere     | Kurtis-Novi           | 62     | Mechanisch |
| 22                                 | Joie Chitwood     | Wetteroth-Offenhauser | 51     | Mechanisch |
| 23                                 | Shorty Cantlon    | Snowberger-Miller     | 40     | Ongeval    |
| 24                                 | Henry Banks       | Miller-Offenhauser    | 36     | Mechanisch |
| 25                                 | Al Miller         | Miller                | 33     | Mechanisch |
| 26                                 | George Connor     | Kurtis-Offenhauser    | 32     | Mechanisch |
| 27                                 | Mel Hansen        | Adams-Sparks          | 32     | Mechanisch |
| 28                                 | Paul Russo        | Shaw-Offenhauser      | 24     | Ongeval    |
| 29                                 | Charles van Acker | Stevens-Lencki        | 24     | Ongeval    |
| 30                                 | Milt Fankhouser   | Stevens-Offenhauser   | 2      | Mechanisch |
| Gemiddelde snelheid : 187,228 km/h |                   |                       |        |            |